# Делингер, Куинн
Куинн Делингер (англ. Quinn Dehlinger; род. 8 июня 2002) — американский фристайлист, специализирующийся на акробатике. Двукратный чемпион мира в командной акробатике, двукратный серебряный призёр чемпионатов мира в акробатике. Победитель и призёр этапов Кубка мира.

## Биография
В сезоне 2018/2019 годов Куинн впервые в карьере дебютировал на этапах Кубка мира по лыжной акробатике.
В 2023 году принял участие в чемпионате мира в Бакуриани, где стал чемпионом в командной акробатике в составе США, а также завоевал серебряную медаль в индивидуальном выступлении лыжных акробатов.
В марте 2025 года участвовал в чемпионате мира по фристайлу и завоевал серебряную медаль в индивидуальной акробатике, а в командной во второй раз подряд стал чемпионом мира.